# Bekim Fehmiu
Bekim Fehmiu (în sârbă Беким Фехмију; n. 1 iunie 1936, Sarajevo, Regatul Iugoslaviei – d. 15 iunie 2010, Belgrad, Serbia) a fost un actor iugoslav de teatru și film de origine etnică albaneză. A fost primul actor din Europa de Est care a jucat la Hollywood în timpul Războiului Rece.

## Biografie

### Tinerețea
Fehmiu s-a născut în orașul Sarajevo din Regatul Iugoslaviei, într-o familie de etnie albaneză din Gjakova (Kosovo). Tatăl său, Ibrahim, a adoptat porecla Fehmiu din perioada școlii ca nume de familie, schimbându-și numele său inițial Imer Halili. Familia s-a mutat în orașul Shkodër din Albania, unde au trăit trei ani, iar în 1941 s-a întors în Iugoslavia și s-a stabilit în orașul Prizren din Kosovo, unde Bekim și-a petrecut copilăria. A făcut parte din clubul de teatru al liceului din Prizren, iar după absolvire a devenit membru al Teatrului Popular Județean din Pristina, singurul teatru profesionist de limbă albaneză din Iugoslavia. A absolvit Facultatea de Arte Dramatice (FDU) de la Belgrad în 1960.

### Cariera de actor
În 1960 Fehmiu a devenit actor la Teatrul Iugoslav de Dramă din Belgrad, pe care l-a părăsit în 1967, susținând că a fost prost tratat, pentru a deveni un artist liber profesionist.
Marele succes al lui Fehmiu a fost filmul Am întâlnit țigani fericiți (1967), o reprezentare abilă a vieții romilor care a câștigat două premii la Festivalul Internațional de Film de la Cannes și a fost nominalizat la Premiul Oscar pentru cel mai bun film străin. Cunoscut pentru aspectul său de macho și pentru comportamentul său blajin, Fehmiu a fost solicitat să apară în filmele unor cineaști occidentali și a semnat un contract cu Dino De Laurentiis, câștigător al premiului Oscar. De Laurentiis l-a distribuit în rolul lui Odiseu în miniserialul de succes Odiseea (1968). A fost primul blockbuster al televiziunii italiene și a făcut din Fehmiu o icoană în anumite părți ale Europei.
Fehmiu părea pregătit să devină o vedetă la Hollywood, dar primul său film american, The Adventurers, a fost un dezastru critic și financiar, care „a distrus orice șansă ca Fehmiu să devină un star la Hollywood”. În 1971 Fehmiu a jucat în filmul western The Deserter, regizat de Burt Kennedy. În 1973 a interpretat rolul tatălui ocupat în filmul The Last Snows of Spring al lui Raimondo Del Balzo, iar apoi în 1975 a jucat rolul fostului politician Alexander Diakim în filmul Permission to Kill, alături de Ava Gardner și Dirk Bogarde. În 1976 Fehmiu a interpretat rolul pilotului ficțional al Luftwaffe Hans Reiter, care a fost ucis, în filmul Salon Kitty al lui Tinto Brass, alături de Helmut Berger, Ingrid Thulin și Teresa Ann Savoy. A jucat rolul unui terorist palestinian în thrillerul politic Duminica neagră (1977) al lui John Frankenheimer. În ciuda faptului că prezența sa a trecut oarecum neobservată la Hollywood, a avut parte de mai mult succes în filmele de artă europene și în teatru, acesta din urmă fiind mediul său artistic preferat. El l-a portretizat pe tatăl Maicii Tereza, Nikola Boyaxhiu, în filmul La Voce (1982) și pe Sfântul Iosif în producția italiană A Child Called Jesus (1987). Trebuia să apară în filmul Genghis Khan (1992), care nu a mai fost realizat niciodată.
În 1987, în semn de protest față de tratamentul aplicat albanezilor kosovari de către guvernul Iugoslaviei, a ieșit de pe scena Teatrului Iugoslav de Dramă din Belgrad în timpul piesei Madame Kollontai al Agnetei Pleijel. A abandonat activitatea teatrală și la scurt timp și activitatea cinematografică.
A primit de două ori premiul Arena de Argint pentru cel mai bun actor în rol secundar la Festivalul de Film de la Pula din 1966 și 1967.

### Viața personală
Fehmiu a fost căsătorit cu actrița sârbă Branka Petrić. Cuplul a avut doi fii, Hedon și Uliks, și au locuit în zona Zvezdara din Belgrad. Uliks Fehmiu este, de asemenea, actor.

### Moartea

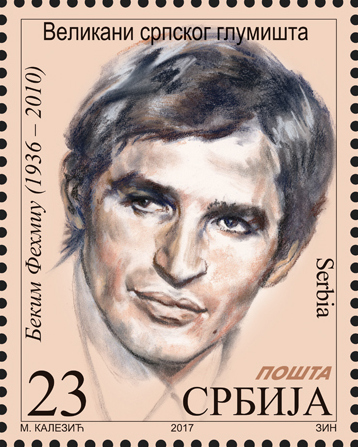
Fehmiu pe un timbru sârbesc din 2017

Fehmiu a fost găsit mort la 15 iunie 2010 în apartamentul său din Belgrad. Rapoartele inițiale precizau că s-ar fi sinucis. Ministrul de interne, Ivica Dačić, a declarat că Fehmiu a fost găsit împușcat în apartamentul său cu o armă care era înregistrată pe numele lui. Actorul avea 74 de ani. Trupul său a fost incinerat și cenușa a fost aruncată într-un râu din Prizren, orașul unde a copilărit.

## Moștenire
New York Times l-a poreclit pe Fehmiu „rupătorul de inimi iugoslav” pentru relațiile sale cu actrițe celebre precum Brigitte Bardot și Ava Gardner. La mai multe decenii după ultima sa apariție pe ecran, cititoarele unei importante reviste pentru femei din Italia l-au votat drept unul dintre cei mai atrăgători bărbați ai secolului al XX-lea.
Fehmiu a apărut în 41 de filme între 1953 și 1998. A fost primul actor de teatru și film albanez care a jucat în piese de teatre și filme în toată Iugoslavia, apărând într-o serie de roluri care au schimbat istoria cinematografiei iugoslave și lăsându-și amprenta în producțiile artistice realizate în alte părți. Până la sfârșitul carierei sale a jucat în producții de film realizate în nouă limbi, inclusiv limbi balcanice, franceză, spaniolă, engleză și italiană.
În 2001 Samizdat B92 a publicat o carte de memorii a lui Bekim Fehmiu, intitulată Blistavo i strašno (Strălucit și teribil), care prezintă viața lui până în 1955, anul în care a devenit actor.

## Filmografie

### Filme de cinema
| An   | Titlu                                        | Rol                                              | Note              |
| ---- | -------------------------------------------- | ------------------------------------------------ | ----------------- |
| 1960 | Dan četrnaesti                               | polițist                                         |                   |
| 1961 | Tu ne tueras point                           | Čuvar u čekaonici                                | nemenționat       |
| 1962 | Saša                                         | Marić, locotenent în Armata Regală               |                   |
| 1964 | Pod isto nebo                                | Kerim                                            |                   |
| 1965 | Devojka                                      |                                                  |                   |
| 1965 | Klakson                                      | Marko                                            |                   |
| 1965 | Neprijatelj                                  |                                                  |                   |
| 1965 | Ko puca otvoriće mu se                       |                                                  |                   |
| 1966 | Morgan: A Suitable Case for Treatment        |                                                  | nemenționat       |
| 1966 | Roj                                          | Halil Beg                                        |                   |
| 1966 | Vreme ljubavi                                | Milija, trubač                                   | (segmentul „Put”) |
| 1966 | Tople godine                                 | Mirko                                            |                   |
| 1967 | Am întâlnit țigani fericiți                  | Bora                                             |                   |
| 1967 | Protest                                      | Ivo Bajsić                                       |                   |
| 1968 | Uzrok smrti ne pominjati                     | Mihailo                                          |                   |
| 1970 | The Adventurers                              | Dax Xenos                                        |                   |
| 1971 | Klopka za generala                           | Doktor – ofițerul de informații al OZNE          |                   |
| 1971 | The Deserter                                 | cpt. Victor Kaleb                                |                   |
| 1973 | The Last Snows of Spring                     | Roberto                                          |                   |
| 1974 | Il gioco della verità                        |                                                  |                   |
| 1974 | Deps                                         | Deps                                             |                   |
| 1974 | Il testimone deve tacere                     | medicul Giorgio Sironi                           |                   |
| 1974 | Košava                                       | Adam Milovanović                                 |                   |
| 1975 | Cagliostro                                   | contele Alessandro Cagliostro / Giuseppe Balsamo |                   |
| 1975 | Libera, amore mio...                         | Sandro Poggi                                     |                   |
| 1975 | Pavle Pavlović                               | Pavle Pavlović                                   |                   |
| 1975 | Permission to Kill                           | Alexander Diakim                                 |                   |
| 1976 | Salon Kitty                                  | Hans Reiter                                      |                   |
| 1977 | Disposta a tutto                             | Marco                                            |                   |
| 1977 | Duminica neagră                              | Mohammed Fasil                                   |                   |
| 1977 | Specijalno vaspitanje                        | Vaspitač Žarko Munižaba                          |                   |
| 1978 | Stići pre svitanja                           | Esad Ljumi                                       |                   |
| 1979 | Partizanska eskadrila                        | Maiorul Dragan                                   |                   |
| 1981 | Široko je lišće                              | Baja                                             |                   |
| 1982 | Sarâb                                        | Vlsdar                                           |                   |
| 1982 | La Voce                                      | Nicolai                                          |                   |
| 1982 | Pavilón seliem                               | Kalmán Furtek                                    |                   |
| 1985 | Crveni i crni                                | Ivan Pipan                                       |                   |
| 1992 | Genghis Khan                                 |                                                  | film neterminat   |
| 1997 | Balkan Island: The Last Story of the Century | Mentor                                           |                   |

### Filme de televiziune

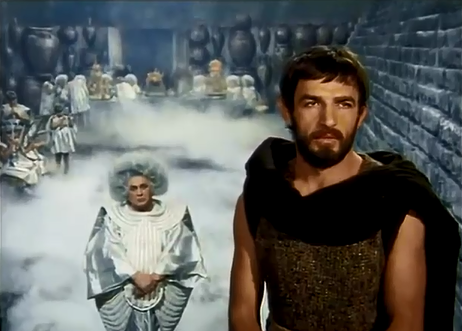
Bekim Fehmiu în Odiseea

| An   | Titlu                   | Rol               | Note                                      |
| ---- | ----------------------- | ----------------- | ----------------------------------------- |
| 1968 | Odiseea                 | Ulise             | Miniserial TV, coproducție internațională |
| 1968 | Prljave ruke            |                   | Film TV                                   |
| 1972 | Paljenje Rajhstaga      | Gheorghi Dimitrov | Scurtmetraj TV                            |
| 1979 | I vecchi ei giovani     | Aurelio Costa     | Miniserie TV                              |
| 1987 | Un bambino di nume Gesù | Sfântul Iosif     | Miniserie TV                              |
| 1987 | Poslednja priča         |                   | Film TV                                   |
| 1989 | Disperatamente Giulia   | Armando Zani # 2  | Miniserie TV                              |
| 1998 | Il cuore e la spada     | Gormond           | Film TV                                   |

## Legături externe
- Bekim Fehmiu la Internet Movie Database
- Bekim Fehmiu la Allmovie